# Heidenberg (gemeindefreies Gebiet)
Das gemeindefreie Gebiet Heidenberg  liegt im mittelfränkischen Landkreis Roth in Bayern.
Der 3,23 km² große Staatsforst liegt zwischen Büchenbach und Kammerstein. Der namensgebende Höhenzug Heidenberg befindet sich in dem Gebiet. Heidenberg ist Gemarkungsteil 2 der Gemarkung Ottersdorf.

## Weblinks

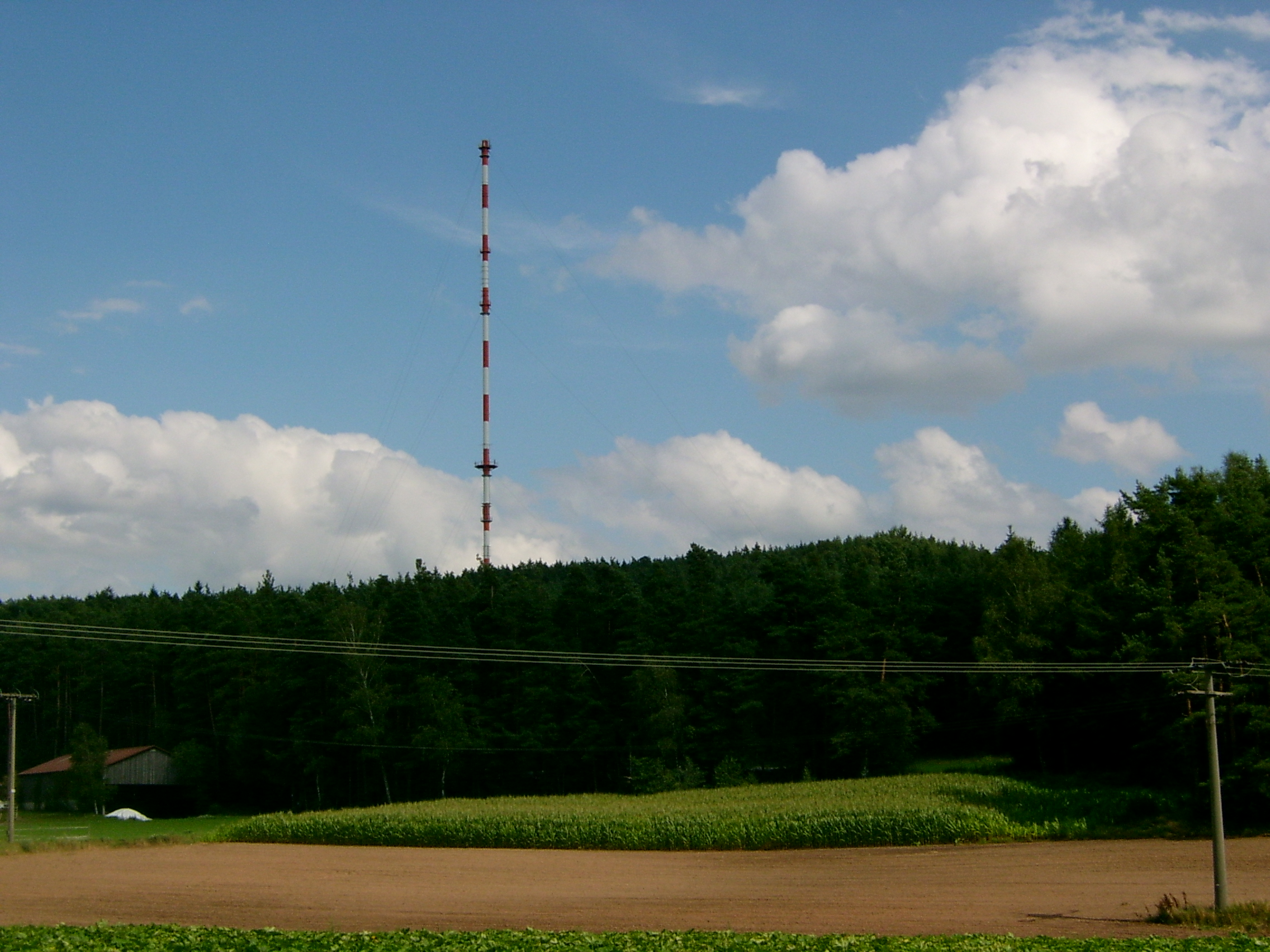
Heidenberg